# 莱尔特
莱尔特（德語：Lehrte，發音：[ˈleːɐ̯tə] ⓘ）是德国下萨克森州汉诺威地区的城市，面积127.67平方千米，2023年12月31日人口为45,097人。

## 友好城市
莱尔特与以下城市结为友好城市：
- 瑞典 门斯特罗斯
- 德国 施塔斯富特
- 波蘭 奇強卡
- 法國 旺沃
- 比利时 伊珀尔